# Бєлоусов Володимир Павлович
Володимир Павлович Бєлоусов (рос. Владимир Павлович Белоусов; нар. 21 серпня 1947, Сталіногорськ, Московська область, РРФСР — пом. 16 лютого 2007, Тула, Росія) — радянський футболіст, нападник. Майстер спорту СРСР (1973).

## Життєпис
Брав участь в чотирьох матчах чемпіонського сезону ворошиловградської «Зорі». Пізніше став основним нападником команди. Грав у фіналах Кубка СРСР 1974 і 1975 років. 3 матчі (1 гол) в Кубку чемпіонів 1973/74. Настирливий, гострий форвард. Після відходу з команди Семенова й Онищенко став основним нападником команди.
Закінчував кар'єру разом з воротарем «Зорі» Михайлом Форкашем у клубі з міста Нойштреліц в третій за силою лізі НДР.
В останні роки життя працював у тульській ДЮСШ «Арсенал». Батько віолончеліста Владислава Білоусова.
З 2012 року в Тулі проходить юнацький турнір пам'яті Бєлоусова.

## Досягнення
- Кубок СРСР
  -  Фіналіст (2): 1974, 1975